# Sortiment
Als Sortiment bezeichnet man die Gesamtheit aller ausgewählten und angebotenen Waren (Artikel) eines Handelsunternehmens. Die Zusammenstellung von verschiedenen Artikeln zu einem Sortiment ist eine spezifische Dienstleistung von Handelsbetrieben. Bei der Gesamtheit der Produkte eines produzierenden Betriebes spricht man hingegen vom Produktionsprogramm, bei der Gesamtheit der Erzeugnisse eines landwirtschaftlichen oder gartenbaulichen Betriebes vom Erzeugnisprogramm.
Die das Sortiment ausmachende, den Handelsbetrieb und seine Branchenzugehörigkeit maßgeblich prägende Gesamtheit der angebotenen Waren, der Sortimentsaufbau (die Sortimentsstruktur oder „Sortimentspyramide“), lässt sich in Anlehnung an Rudolf Seyffert zeitpunktbezogen aufteilen in:
- Warenbereich = Warengattungsgruppe,
- Warengattung = Warenartengruppe,
- Warenart = Artikelgruppe,
- Artikel = Sortengruppe sowie
- Sorte und Stück (als kleinste Einheiten).[1]

In zeitraumbezogener Betrachtung machen die im Rahmen der Sortimentspolitik durchgeführten permanenten Ware-Dienste-Neukombinationen die Sortimentsbildung des Handelsbetriebs aus. In der Sortimentsbildung bzw. Sortimentspolitik kommt die spezifische und unverwechselbare Leistung jedes Handelsbetriebs zum Ausdruck (Schenk). Die Fragen, welche Sortimente gebildet und an welchen Standorten mit welchen Betriebstypen und zu welchen Zeitpunkten angeboten werden sollen, sind essentielle Bestandteile der strategischen Marketingplanung von Handelsunternehmen.

## Sortimentstiefe und Sortimentsbreite

### Sortimentstiefe
Wie tief gegliedert ein Sortiment ist, hängt im Wesentlichen davon ab, wie viele Sorten als Varianten eines Artikels innerhalb einer Warengruppe angeboten werden.
Als ein typisches Beispiel für ein tiefes Sortiment kann das Fachgeschäft für Handarbeiten gelten. In diesem werden z. B. Näh-, Strick- und Häkelnadeln aller Art und Ausführungen angeboten. Ein weiteres Beispiel ist eine gut sortierte Weinhandlung, die bspw. im Vergleich zu einem Discounter ein sehr tiefes Weinsortiment anbietet.
Die Sortimentstiefe ist immer warengruppenspezifisch, d. h. ein Geschäft kann in einzelnen Warengruppen ein sehr tiefes Sortiment anbieten und gleichzeitig in anderen Warengruppen nur ein sehr flaches Sortiment führen.

### Sortimentsbreite
Wie breit ein Sortiment ist, hängt im Wesentlichen davon ab, wie viele verschiedene Warengruppen geführt werden. Bei einem Warenhaus (Karstadt, Kaufhof) kann von einem sehr breiten Sortiment gesprochen werden, denn dort werden z. B. Lebensmittel, Tabakwaren, Postwaren, Drogerieartikel, Möbel, Gardinen, Teppiche, Stoffe, Sportartikel, Haushaltswaren Textilien, Fahrräder, Kinderausstattung, Schmuck, Kosmetika etc. angeboten – „alles unter einem Dach“. Umgekehrt führen Spezialhändler meist ein sehr schmales Sortiment, etwa bei Konzentration auf nur eine Warengruppe; diese kann jedoch sehr tief gegliedert sein wie im Handel mit Fischereibedarf, Rauchwaren, Fahrrädern oder Schallplatten.
Beachte: Sortimentsbreite und -tiefe (Sortimentsdimensionen) sind zwar im kaufmännischen Sprachgebrauch verbreitet, es handelt sich jedoch um nicht-operationale relative Begriffe, da keine eindeutige numerische Abgrenzung von breiten und schmalen bzw. tiefen und flachen Sortimenten möglich ist. Dennoch sind diese „Sortimentsdimensionen“ für das Handelsmanagement verwendbar, und zwar a) als Ziel- oder Richtungsangaben und b) für vergleichende Sortimentsanalysen: breiteres, schmaleres, tieferes, flacheres Sortiment. Die Beurteilung ob ein Sortiment zu schmal, zu breit, zu tief oder zu flach ist, hängt von den Sortimentszielen des Handelsbetriebs, seiner gewählten Betriebsform oder von den Sortimentserwartungen der Kunden ab.

## Aufteilung
Im gesamten Sortiment eines Handelsbetriebs stehen prinzipiell alle Artikel in einer ertragswirtschaftlichen Verbundbeziehung. Die Aufteilung des Sortiments in Kern- bzw. Grundsortiment und Randsortiment erfolgt, um die schwerpunktmäßige Verteilung der Umsätze auf die verschiedenen Sortimentsteile zu kennzeichnen. Dagegen kann die Zuordnung von Gewinn bzw. Deckungsbeiträgen anders gelagert sein, da gerade mit Artikeln des Randsortiments hohe Deckungsbeiträge erzielt werden können.

### Kernsortiment
Das Kernsortiment beinhaltet das eigentliche Sortiment, die Sortimentsmitte, z. B. Sanitärprodukte (Badewannen, Duschen, Toiletten) beim Sanitärhändler. Die Waren des Kernsortiments sollen die Rendite des jeweiligen Handelsunternehmens sichern. Mit dem Kernsortiment wird der Hauptumsatz des jeweiligen Betriebs getätigt. Dieses wird meist positiver präsentiert als jeweilige andere Artikel und wirbt als Aushängeschild für spezifische Läden.

### Grundsortiment
Das Grundsortiment ist das Sortiment, mit dem ebenfalls große Teile des Umsatzes erzielt werden. Kernsortiment und Grundsortiment können identisch sein. Sie weichen bei einigen Unternehmen aber voneinander ab. Dies wäre etwa der Fall, wenn ein Unternehmen des Sanitärhandels Leuchten ins Sortiment aufnimmt, die einen höheren Umsatzbeitrag erzielen als die ursprünglichen Sanitärprodukte.

### Randsortiment
Artikel des Randsortiments erreichen einen relativ geringen Anteil am Umsatz. Sie werden nicht nur zur Erreichung zusätzlicher (höherer) Deckungsbeiträge geführt, sondern auch aus psychostrategischen Gründen, etwa um Verbundkäufe auszulösen, um den Kunden einen zusätzlichen Service und/oder zusätzliches Prestige zu bieten und um eine Profilierung des eigenen Sortiments, einen Imagevorsprung zu erreichen.

## Sortimentsgestaltung
Die Gestaltung des Sortiments sowie dessen operative Steuerung und Kontrolle erfolgen im Rahmen der Sortimentspolitik. Grundsätzlich können in der Sortimentspolitik folgende Strategien verfolgt werden: Sortimentskonstanz und/oder Sortimentsdynamik mit zahlreichen Varianten (trading up als Anhebung des Qualitätsniveaus, trading down als Absenkung des Qualitätsniveaus; Sortimentsexpansion oder -erweiterung; Sortimentskontraktion, -einschränkung oder -bereinigung; Sortimentssubstitution; Sortimentsinnovation; Diversifikation, d. h. Ergänzung des Sortiments um neuartige Geschäftsfelder).

## Sortimentserweiterung
Es handelt sich um eine Sortimentserweiterung, wenn sich ein Einzelhandelsunternehmen dazu entschließt, bisher noch nicht geführte Waren oder Artikel ins Sortiment aufzunehmen. So könnte zum Beispiel ein Sportfachgeschäft eine hochwertige Taucherausrüstung ins Sortiment aufnehmen, da anhand einer Bilanz nachgewiesen wurde, dass sich die Zahl der Anmeldungen an den Tauchschulen gesteigert hat. Bei der Sortimentserweiterung ist die Eignung der neu aufgenommenen Artikel zur Auslösung eines Nachfrageverbunds zu kontrollieren.

## Sortimentsbereinigung
Von einer Sortimentsbereinigung spricht man, wenn das bisherige Sortiment um Artikel oder Sorten verringert wird. Diese Strategie („Auslistung“) bietet sich z. B. für Artikel mit übermäßiger Lagerdauer, abnehmendem Image, unattraktiv werdenden Einkaufskonditionen oder schrumpfender Handelsspanne an.

## Sortimentsanalyse
Im Rahmen moderner Warenwirtschaftssysteme können alle Waren des Sortiments einer Sortimentsanalyse unterzogen werden, und zwar in beliebiger Einteilung von Warenbereichen bis hin zu einzelnen Sorten. Für jeden Sortimentsteil werden Kennziffern berechnet, um eine eindeutige Rangfolge, etwa der Artikelgruppen, Artikel oder Sorten, zu erstellen. 

### Kennziffern und Rangfolgen
Als einfachste ertragsbezogene Kennziffer kommt z. B. die Handelsspanne als Handelsaufschlag (HSp) in Betracht. Wird dieser mit der Umschlagshäufigkeit oder dem Lagerumschlag (UH) multipliziert, ergibt sich die Bruttonutzenziffer (BNZ). Eine Verbesserung ihrer Aussagekraft wird durch die Berücksichtigung des Umsatzanteils (UA) der Sortimentseinheiten erreicht. Dazu wird die BNZ durch 100 dividiert und zur Ertragskennziffer (E) umgeformt, dem return on investment (ROI). Wird diese Ertragskennziffer (E) zusätzlich mit dem Umsatzanteil (UA) multipliziert, ergibt sich für jede Artikelgruppe (oder andere Bezugsobjekte) eine aufschlussreiche Wertkennziffer (W), die u. U. zu einer gänzlich anderen Rangfolge der Erfolgsbeiträge führt. So konnte Oehme am Beispiel einer Sortimentsanalyse im Lebensmitteleinzelhandel nachweisen, dass die Warengruppe Non Food, geordnet nach Handelsspanne, Rang 1, nach Ertragskennziffer (E) Rang 5 und nach Wertziffer (W) Rang 6, also den letzten Platz der sechs untersuchten Warengruppen, einnahm. „Überdies sind weitere Verknüpfungen möglich. So könnten z. B. aus einer Imageanalyse für verschiedene Sortimentsteile – für Waren- oder Artikelgruppen eher als für einzelne Artikel – Imagefaktoren (Gewichte) berücksichtigt werden. Aus der Verknüpfung von Aufschlag/Lagerumschlag/Umsatzanteil/Imagegewicht würde ggf. wiederum eine andere Rangreihe resultieren.“

### Maßnahmen und Einflüsse
Sortimentsanalysen liefern zwar, zumal bei fortlaufender Aktualisierung, wichtige Indikatoren für mehr oder weniger erfolgreiche Sortimentspolitik. Kritisch ist jedoch zu berücksichtigen, dass es sich immer nur um Vergangenheitswerte handelt und dass Verbundbeziehungen und Ausstrahlungseffekte von einem Sortimentsteil auf andere nicht berücksichtigt werden. Auch lassen sie die Wirkung interner Maßnahmen (Preisabschrift, Sonderangebot, Platzierung usw.) ebenso wenig erkennen wie externer Einflüsse (Lieferanten- und Konkurrenten-Marketing, geänderte Kundenpräferenzen, Wertewandel usw.). Schließlich geben die Kennziffern wegen mangelnder tages- und artikelgenauer Kostenzurechnung keine Auskunft über Anteile der analysierten Sortimentsteile zum Betriebsgewinn oder -verlust.